# Caracarà gorja-roig
El caracarà gorja-roig (Ibycter americanus) és un ocell rapinyaire de la família dels falcònids, únic del gènere Ibycter, si bé en el passat va ser inclòs al gènere Daptrius. Es troba a l'Àmèrica Central i Amèrica del Sud. El seu estat de conservació es considera de risc mínim.

## Morfologia
- Rapinyaires mitjans, amb 43 – 56 cm de llargària. Les femelles pesen 560 – 770 g, i els mascles, més petits, 510 – 570 g.
- Color general del plomatge negre, amb el ventre blanc.
- Pell nua de la gola i al voltant dels ulls roja. Bec groc i potes taronja.
- Els joves són molt semblants als adults.

## Hàbitat i distribució
Habitant de clars a la selva humida, localment a Chiapas i sud de Panamà, i des de Colòmbia, Veneçuela i la Guaiana, cap al sud, pel vessant occidental dels Andes fins a Equador, i per l'oriental, també Equador, el Perú, nord-oest de Bolívia i zona amazònica del Brasil.

## Alimentació
Ocell omnívor. Menja carronyes, ous i niuades d'ocell, insectes, atacant els vespers per menjar les larves. També menja fruites.

## Reproducció
Fan els nius als arbres, on ponen 2 – 3 ous blancs o grocs amb taques marrons.